# Melawati FC
Der Melawati Football Club ist ein Fußballverein aus Malaysia, der in Taman Melawati (Ulu Klang, Selangor) beheimatet ist. Aktuell spielt die Fußballmannschaft in der dritthöchsten Liga des Landes, der Malaysia M3 League. Die Mannschaft ist auch unter dem Namen Melawati Boys bekannt.
Der Verein wurde 2014 unter dem Namen DDM Football Club gegründet. 2020 wurde der Verein in Melawati Football Club umbenannt.

## Stadion
Seine Heimspiele trägt der Verein im Sayyidina Hamzah Stadium aus. Das Stadion befindet sich auf dem Gelände der Internationalen Islamischen Universität von Malaysia.
Koordinaten: 3° 15′ 3,1″ N, 101° 44′ 24″ O

## Spieler
Stand: September 2020
| Nr. |          | Position | Name                                        |
| --- | -------- | -------- | ------------------------------------------- |
| 1   | Malaysia | TW       | Faiz Abdul Khalid                           |
| 4   | Malaysia | AB       | Norhizwan Hassan                            |
| 6   | Malaysia | AB       | Azim Faris Yusop                            |
| 7   | Malaysia | MF       | Fahrul Razi Kamaruddin (Mannschaftskapitän) |
| 8   | Malaysia | MF       | Wan Muhd Erffan Daniel                      |
| 9   | Malaysia | ST       | Irfan Syamil Mohamad                        |
| 10  | Japan    | ST       | Ryohei Miyazaki                             |
| 12  | Malaysia | MF       | Yaqqinuddin Bahanordin                      |
| 13  | Malaysia | ST       | Kamarul Adzha Azham                         |
| 14  | Senegal  | ST       | Faye Jacque                                 |
| 15  | Malaysia | MF       | Hamizan Aiman Pairol                        |
| 16  | Malaysia | AB       | Rizqi Azman                                 |

| Nr. |          | Position | Name                       |
| --- | -------- | -------- | -------------------------- |
| 17  | Malaysia | MF       | Kavishkumar Manimaharan    |
| 19  | Malaysia | MF       | Premananthan Kerisnan      |
| 20  | Malaysia | MF       | Filzaiman Mat Rapi         |
| 21  | Malaysia | TW       | Azreen Sumadi              |
| 22  | Malaysia | TW       | Wan Ahmad Hababa           |
| 27  | Malaysia | ST       | Asyraaf Fadzli Ahmad Pu'ad |
| 28  | Malaysia | AB       | Aidil Zainal               |
| 29  | Malaysia | MF       | Abdul Hakim Siswazair      |
| 30  | Malaysia | ST       | Khairul Naim Mahyuddin     |
| 46  | Malaysia | ST       | S. Sivanesan               |
| 99  | Malaysia | AB       | Safwan Hashim              |

## Saisonplatzierung
| Saison | Līga                | Platz | FA Cup   |
| ------ | ------------------- | ----- | -------- |
| 2019   | Kuala Lumpur League | 8.    | Vorrunde |
| 2020   | Malaysia M3 League  |       |          |
| 2021   | Malaysia M3 League  |       |          |

Die Saison 2020 wurde wegen der COVID-19-Pandemie abgebrochen.